# المريضة الصامتة
المريضة الصامتة (بالإنجليزية: The Silent Patient) هي رواية إثارة نفسية من تأليف الكاتب البريطاني القبرصي ألكس ميكايليديس. وهي أولى رواياته الناجحة، وقد نُشرت من قِبل دار سيلاودون بوكس، التابعة لمجموعة مكميلان للنشر، في 5 فبراير 2019. كما تم إصدار النسخة الصوتية من الرواية في نفس التاريخ، وقام بأدائها كل من لويز بريلي وجاك هوكينز. تُروى القصة على لسان طبيب نفسي إنجليزي يُدعى ثيو فابر، يتعامل مع مريضة التزمت الصمت بعد ارتكابها جريمة قتل زوجها. عند صدورها، تصدّرت الرواية قائمة نيويورك تايمز لأكثر الكتب مبيعا في المرتبة الأولى. كما فازت لاحقًا بجائزة اختيار قرّاء جود ريدز لعام 2019 في فئة الغموض والإثارة. 
تدور أحداث الرواية التي تم تقسيمها على عدة أقسام يتضمن كل قسم منها مجموعة فصول، بشكل أساسي في مدينة لندن، داخل أجواء نفسية مشحونة يعكسها فضاء مغلق لمصحة نفسية متخصصة، إلى جانب فضاءات أخرى مرتبطة بعالم الفن والحياة اليومية. تحمل الرواية طابع الإثارة النفسية، حيث تنبني على الغموض والتشويق والتوغل في أعماق النفس البشرية، مستندة إلى أجواء مشدودة بالتوتر والصراع الداخلي.
الكاتب يعتمد أسلوبًا سرديًا بسيطًا وسلسًا، لكنه في العمق مشبع بالتحليل النفسي والتصوير الدقيق للمشاعر والانفعالات، ما يجعل القارئ مشدودًا منذ الصفحات الأولى. يتميز الأسلوب بالتفاصيل النفسية الدقيقة والحوارات الذكية التي تكشف ملامح الشخصيات تدريجيًا.

## الخلفية
عند حديثه عن كتابة روايته الأولى، قال المؤلف أليكس ميكايليديس، الذي يعمل أيضًا ككاتب سيناريو: «كنت أشعر بخيبة أمل كبيرة ككاتب سيناريو. كنت أرى النصوص تُشوَّه أثناء مرحلة الإنتاج، وهذا الإحباط دفعني لاتخاذ قرار الجلوس وكتابة رواية أخيرًا.»
وقد أعاد ميكايليديس كتابة المسودة حوالي خمسين مرة قبل أن يصل إلى الصيغة النهائية. استوحى فكرة الحبكة من المأساة الإغريقية ألسيستيس ليوربيديس، في حين تأثر أسلوب السرد بكتابات أجاثا كريستي.  كما قرر ميكايليديس أن تدور أحداث روايته داخل وحدة للأمراض النفسية، نظرًا لأنه سبق له العمل في منشأة مماثلة خاصة بالمراهقين. 

## الحبكة
«إليسيا»، هي رسامة موهوبة ومتزوجة من المصور الشهير «غابرييل»، تجمع بينهما علاقة حب ومودة. غير أن هذه الصورة المثالية تنهار فجأة عندما تُقدِم إليسيا على قتل زوجها بدم بارد. الأكثر غرابة هو صمتها التام بعد الجريمة، إذ ترفض الدفاع عن نفسها أو الإدلاء بأي كلمة خلال التحقيق والمحاكمة، ما يدفع المحكمة إلى اعتبارها مضطربة نفسيًا، فتودع في مستشفى ذا غروف للأمراض العقلية.
في هذه الأثناء، يظهر «ثيو»، المعالج النفسي الذي يحمل ماضيه الشخصي المعقد، ليقرر العمل في المستشفى حيث تقبع إليسيا، ويصرّ على منحها فرصة لتتكلم وكشف خبايا صمتها الغامض. يبدأ ثيو بمحاولات مستميتة لاختراق جدار صمتها، جالسًا معها، محاورًا إياها بصبر، وفي الوقت نفسه ينطلق في رحلة بحث دقيقة، يلتقي خلالها بأشخاص كانوا جزءًا من حياتها، مثل «ماكس» شقيق زوجها والمحامي، وزميلها في العمل «جان فيليكس»، وعمتها «ليديا» وابنها «بول»، وجارتها «باربي هيلمان». ومع توالي اللقاءات، تتكشّف له تفاصيل دقيقة تقرّبه من الحقيقة، ليحاول فهم الدافع الخفي وراء تلك الجريمة الغامضة، وأسباب صمت إليسيا المطبق.
إلى جانب قصة إليسيا، تسير الرواية في خطّ موازٍ يخص «ثيو» نفسه، الذي يعيش حياة زوجية ظاهريًا هادئة مع زوجته «كاثي»، وهي ممثلة مسرحية، قبل أن يصطدم بواقع خيانة مفاجئة يقلب عالمه رأسًا على عقب، ليبدأ هو الآخر رحلة الشك والمراقبة.
كل الأحداث تُروى من وجهة نظر «ثيو» الذي يقود القارئ عبر دروب النفس البشرية المعقدة، مدعومة بمذكرات «إليسيا» التي تظهر في بعض الفصول، فتضيء جزءًا من غموضها. تتشابك الخيوط، وتتداخل الشخصيات، وتتعاظم الشكوك، ليبقى السؤال معلقًا: من المسؤول الحقيقي عن مقتل «غابرييل»؟ ومع اقتراب الرواية من نهايتها، تنكشف الأسرار وتتضح الحقيقة التي لم تخطر على بال.

## شخصيات الرواية
- إليسيا بيرنسون: هي فنانة تشكيلية مشهورة، تعاني من اضطرابات نفسية عميقة. امرأة غامضة وهادئة، تلتزم الصمت بعد اتهامها بقتل زوجها، ما يجعلها محط اهتمام الجميع. شخصيتها معقدة، تجمع بين الحساسية الشديدة والانغلاق الكامل على الذات، وتعبّر عن مشاعرها فقط من خلال لوحاتها.
- ثيو فابر: هو معالج نفسي، متحمّس ومهووس بقضية إليسيا. شخصيته فضولية وعميقة، يعاني بدوره من مشكلات نفسية دفينة ناتجة عن طفولة مضطربة. يسعى إلى كسر صمت إليسيا ومعرفة دوافعها، وهو رجل مثابر، لا يتردد في تجاوز الحدود المهنية للوصول إلى الحقيقة.
- غابرييل بيرنسون: زوج إليسيا، يعمل مصورًا محترفًا. يوصف كشخص هادئ ووسيم، يعيش حياة تبدو مثالية ظاهريًا. علاقته المعقدة بإليسيا تلعب دورًا جوهريًا في تشكيل مسار الرواية.
- جان فيليكس مارتن: صاحب معرض فني وصديق إليسيا. شخصية انتهازية وأنانية، يهتم بمصلحته الخاصة أكثر من أي شيء آخر. يظهر كشخص سطحي يسعى لاستغلال شهرة إليسيا في عالم الفن.
- ماكس بيرنسون: شقيق غابرييل. شخص غامض، يحمل في داخله مشاعر متناقضة تجاه أخيه وزوجته. يتصف بالحدة أحيانًا، وتظهر منه تصرفات تثير الشكوك حول نواياه الحقيقية.
- كاثي فابر: زوجة ثيو. امرأة جميلة تعمل في مجال المسرح. تظهر كشخصية ثانوية لكنها تؤثر بشكل كبير في الحياة العاطفية والنفسية لثيو. علاقتها به معقدة، تبرز صراعات داخلية وأسرار دفينة.
- روث: المُعالِجة النفسية المشرفة على ثيو في فترة علاجه النفسي. شخصية حكيمة وهادئة، تقدم النصائح لثيو وتساعده على مواجهة صراعاته النفسية. تمثل الجانب العلاجي والمهني الحقيقي في الرواية.

- لازاروس ديوميديس: الطبيب النفسي المشرف على مصحة ذا غروف. يظهر كرجل حكيم وملتزم بعمله، لكنه في بعض الأحيان يبدو متحفظًا. يمثل السلطة الرسمية داخل المصحة
- إنديرا شارما: طبيبة نفسية في مصحة ذا غروف، تُظهر تعاطفًا كبيرًا مع حالة إليسيا، وتقف دائما إلى جانب ثيو وتؤيد قراراته.
- ستيفاني كلارك: من كبار الأطباء النفسيين في ذا غروف، والمشرفة على أغلب الحالات، تُظهر دائمًا إلتزامًا كبيرًا بالقوانين، ما يجعلها تعارض قرارات ثيو في أغلب الأحيان لأنه يخرق القواعد المهنية.
- كريستيان ويست: طبيب معالج في ذا غروف، شخص متوتر، يُظهر تصرفات عدوانية تجاه المرضى أحيانًا. يعكس جانبًا قاسيًا من التعامل مع المرضى العقليين.
- يوري: مُمرض في مصحة ذا غروف، يظهر كشخص بسيط ومسالم، يعرف جميع المرضى تمام المعرفة، ويساعد ثيو في أغلب الأحيان.
- بول روز: ابن عمة إليسيا، كان صديق طفولة بالنسبة لإليسيا، فيقوم ثيو بزيارته ليعرف المزيد عن ماضي إليسيا.
- ليديا روز: عمة إليسيا، وهي امرأة بدينة قاسية الطباع، تصرفت بفضاضة مع ثيو عندما قام بزيارتها، وكان لها تأثير كبير على نفسية إليسيا المضطربة.
- باربي هيلمان: سيدة أمريكية ثرثارة، كانت جارة لإليسيا، تقوم بزيارتها في ذا غروف من حين لأخر، وتساعد ثيو على معرفة بعض الأحداث التي سبقت الجريمة.

## اقتباسات
- لم أكن أبداً ذلك الشخص المرتاح للكلمات - أفكر دائماً في الصور وأعبر عن نفسي من خلال الصور – لم أكن لأبدأ إذاً كتابة هذا.
- ننجذب لهذه المهنة بصفة خاصة لأننا مدمرون - ندرس علم النفس لمعالجة أنفسنا. تبقى مسألة ما إذا كنا مستعدين للاعتراف بذلك أم لا قضية أخرى.
- هذا مرعب لأسباب واضحة - من يعرف عن الإذلال الذي عانينا منه، عن التعذيب وسوء المعاملة في هذه الأرض التي توجد وراء الذاكرة؟ تكونت شخصيتنا دون حتى أي علم منا.

## الإستقبال
حظيت الرواية بتقييمات إيجابية عمومًا من النقاد.
أشادت صحيفة ذي إندبندنت بالحبكة والشخصيات والأسلوب، وكتبت: «رواية نابضة بالحياة لدرجة أنه يمكنك قراءتها في يوم واحد … الكتابة حادة كالمشرط، واضحة وموجزة، خالية من التفاصيل الزائدة».
واتفقت صحيفة الغارديان مع هذا الرأي، مشيدةً بنثرها المتماسك والخالي من الزوائد وبالبناء المتقن للتوتر حتى الوصول إلى النهاية الصادمة للرواية.
أما صحيفة الديكان هيرالد، فقد وصفتها بأنها حبكة ذكية مقترنة بدراسة مثيرة للشخصيات، وصولًا إلى الضربة النهائية المؤثرة التي تترك القارئ في حالة من الذهول.
في المقابل، قدمت صحيفة واشنطن بوست مراجعة مختلطة، حيث أشادت بكون الحبكة جديدة، لكنها انتقدت الاعتماد على كليشيهات الرعب المستهلكة، والمشاهد التقليدية، والشخصيات الخادعة التي تبدو هزلية. 
أما مراجعات كيركس، فقدمت مراجعة سلبية، ووصفت الرواية بأنها خرقاء، متكلفة، وسخيفة … مع حبكة مفاجئة يمكن للقراء المتمرسين توقعها من مسافة بعيدة.

## وصلات خارجية
- صفحة رواية المريضة الصامتة على موقع جود ريدز